# Siseme pallas
Siseme pallas is een vlindersoort uit de familie van de prachtvlinders (Riodinidae), onderfamilie Riodininae.
Siseme pallas werd in 1809 beschreven door Latreille.